# 3-metilfentanil
3-metilfentanil, vrsta psihoaktivne droge. Uvršten je u Hrvatskoj na temelju Zakona o suzbijanju zlouporabe droga na Popis droga, psihotropnih tvari i biljaka iz kojih se može dobiti droga te tvari koje se mogu uporabiti za izradu droga, pod Popis droga i biljaka iz kojih se može dobiti droga, pod Odjeljak 3 - Droge uključene u Popis 4. Jedinstvene konvencije UN-a o drogama iz 1961. godine. Kemijsko ime je N-(3-metil-1-fenetil-4-piperidil)propionanilid.  Sukladno članku 2. stavku 4. Jedinstvene konvencije UN-a o drogama iz 1961. Odjeljak 3. ponovno navodi droge i biljke navedene u odjeljcima 1. i 2. Odjeljak 3. uključuje i soli droga navedenih u ovom odjeljku kad je god postojanje takvih soli moguće.